# Salome Zimmermann
Salome Zimmermann (* 1957 in Zürich) ist eine Schweizer Juristin. Sie ist ehemalige Richterin am Schweizer Bundesverwaltungsgericht und Vorstandsmitglied der Lesbenorganisation Schweiz. Zimmermann ist Mitglied der Sozialdemokratischen Partei der Schweiz.

## Werdegang
Salome Zimmermann studierte Rechtswissenschaften. Sie meldete sich als eine der wenigen Frauen zum Militärdienst und erlangte dort den Dienstgrad des «Hauptmann». Nachdem sie das Anwaltspatent erlangte arbeitete sie zehn Jahre in einer Wirtschaftskanzlei und war dann weitere zehn Jahre in der Geschäftsleitung des Dachverbandes der Baugenossenschaften. Zudem präsidierte sie acht Jahre lang die Stiftung Frauenhaus. Sie verbrachte zweieinhalb Jahre in den USA, wo sie Regieassistentin an der Oper in Philadelphia war.

### Arbeit am Bundesverwaltungsgericht
Zimmermann war von 2007 bis 2019 Richterin am Bundesverwaltungsgericht. In ihrer Präsidentschaft der Abteilung I überwachte sie den Nachrichtendienst des Bundes. Nach der Annahme eines neuen Nachrichtengesetzes durch die Schweizer Stimmbevölkerung 2016 (Inkrafttreten 2017) befand sie allein mit ihrem Stellvertreter darüber, ob eine Überwachung rechtmässig war.
Als Richterin war sie an Entscheiden beteiligt, die international Aufsehen erregten: So stoppte ihre Kammer die Herausgabe von Kundendaten der Schweizer Bank UBS an die USA. Und sie degustierte Alcopops, um festzustellen, ob die Getränke süss waren. «Happy Hour im Gericht», lautete die entsprechende Schlagzeile in US-Medien.

### Privatleben
Zimmermann ist Mutter von zwei erwachsenen Söhnen und führt eine Fernbeziehung mit ihrer Partnerin.

## Politisches Engagement
Salome Zimmermann hat Erfahrung mit intersektionaler Diskriminierung. Sie zählt sich selber zu vier Minderheiten und beschreibt es so: «Ich bin eine Frau, Jüdin, lesbisch und links». Heute ist sie Vorstandsmitglied der Lesbenorganisation Schweiz (LOS). Dort setzt sie sich für mehr Sichtbarkeit von Lesben ein – in Politik und Gesellschaft. In dieser Funktion kämpfte sie für die Annahme der Erweiterung der Anti-Rassismus-Strafnorm in Artikel 261bis StGB mit dem Kriterium «sexuelle Orientierung». Die Vorlage macht das öffentliche Aufrufen zu Hass oder Diskriminierung von Lesben, Schwulen und Bisexuellen als Gruppe strafbar. Die Erweiterung der Anti-Rassismus-Strafnorm wurde am 9. Februar 2020 angenommen.